# Širjenje jedrskega orožja
Šírjenje jêdrskega oróžja je pojem uveden z mednarodnimi pogodbami o neširjenju jedrskega orožja. Pojem v Pogodbi o neširjenju jedrskega orožja pokriva tudi vprašanja prometa s cepljivimi materiali, tehnologijo uporabno za jedrsko orožje in informacije, ki se nanašajo na jedrsko orožje. Za problem širjenja jedrskega orožja se uporablja tudi tujka: proliferacija oziroma nasprotno neproliferacija.
Pogodba o neširjenju jedrskega orožja  je mednarodna pogodba, h kateri lahko pristopi vsaka država. Podpisale in ratificirale so jo vse države (189), razen Indije, Pakistana, Izraela in Severne Koreje (umaknila podpis in ratifikacijo). Indija in Pakistan imata jedrsko orožje, Izrael pa zelo verjetno tudi. Namen Pogodbe o neširjenju JO je zmanjšati nevarnost jedrske vojne in terorizma. Pogodbo je predložila Irska maja 1995, prva podpisnica pa je bila Finska. Republika Slovenija je pogodbo privzela iz pravnega reda SFR Jugoslavije kot ena izmed njenih naslednic.